# Saint-Ovin
Saint-Ovin è un comune francese di 771 abitanti situato nel dipartimento della Manica, nella regione della Normandia.

## Amministrazione
L'attuale sindaco (maire) è Fernand Badier, eletto nel marzo 2001

## Società

### Evoluzione demografica
Abitanti censiti